# Discocactus pseudoinsignis
Discocactus pseudoinsignis es una especie de planta suculenta perteneciente al género Discocactus, dentro de la familia Cactaceae. Es endémica del sudeste de Brasil (concretamente de los municipios de Cristália, Botumirim y Grão Mogol, en el norte de Minas Gerais).

## Descripción
Discocactus pseudoinsignis es una especie de cactus pequeño que crece de forma solitaria y tiene forma globular deprimida. Los tallos miden de 4,9 a 10,5 cm de alto y de 10 a 21 cm de diámetro. Tienen la epidermis de color verde pálido a claro y sus raíces son ramificadas.
Presenta de 12 a 15 costillas bien definidas dispuestas de forma vertical o ligeramente en espiral. Se encuentran divididas débilmente en tubérculos (o no), con crestas elevadas entre las areolas adyacentes. Sobre ellos se asientan areolas por encima del nivel del suelo (de 3 a 6 por costilla) y van de ovaladas a elongadas. No aparecen hundidas y miden de 1,2 a 8 mm de largo, con un ancho de 2 a 6 mm.
Las espinas son de color gris a negras, redondeadas en sección transversal y cortas. Pueden ser rectas o curvadas hacia abajo o hacia arriba, con forma de daga. Suelen poseer una única espina central (que puede faltar) de 0,9 a 3 cm de largo y de 0,5 a 2 mm de diámetro. También tienen de 4 a 9 espinas radiales, de 0,3 a 4,2 cm de largo y de 1 a 2 mm de diámetro.
En el ápice de las planta adultas se forma una estructura lanosa llamada cefalio, el cual mide de 0,5 a 5 cm de altura y de 2 a 9 cm de diámetro. Es más o menos globular, está compuesto por lana de color blanco a grisáceo y en su margen presenta cerdas de color oscuro de 3,2 a 4 cm de largo. Esta estructura protege el extremo apical más sensible de la planta, tanto de las incidencias del frío nocturno como de las radiaciones ultravioletas demasiado intensas. Además, se cree que este cefalio tiene una función de atracción de polinizadores, ya que incluso antes de aparecer las flores suelen ser muy vistosos.

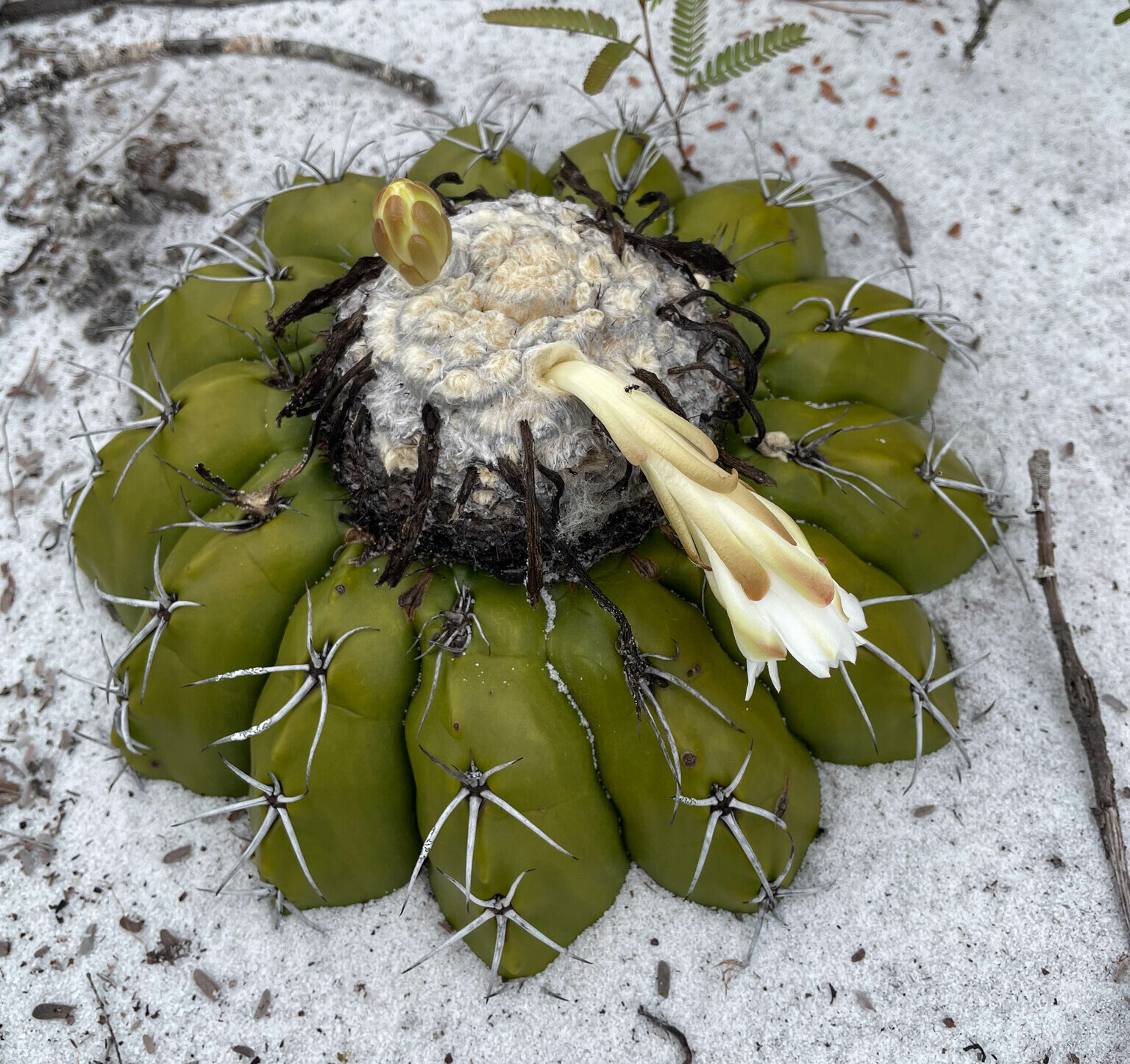
Detalle de la flor en el cefalio

Las flores son blancas, de aroma dulce (fragantes) y tienen forma de embudo. Surgen en el borde del cefalio, se abren por la noche y son polinizadas por polillas. Miden unos 7,5 cm de largo y hasta 6 cm de diámetro, y los botones florales son de color marrón a verde oliva. Su pericarpelo (ovario) aparece desnudo en la base, es de color crema a blanco y está cubierto de muy pocas escamas desnudas en sus axilas superiores. El tubo floral (receptáculo) es delgado, mide 6 a 6,8 cm de largo y tiene escamas de color blanco en el interior, y en el exterior de color crema a verde oliva. Los segmentos internos del perianto miden unos 2,2 cm de largo y son de color blanco, y los externos, miden aproximadamente 3 cm de longitud y son de color crema-verde.

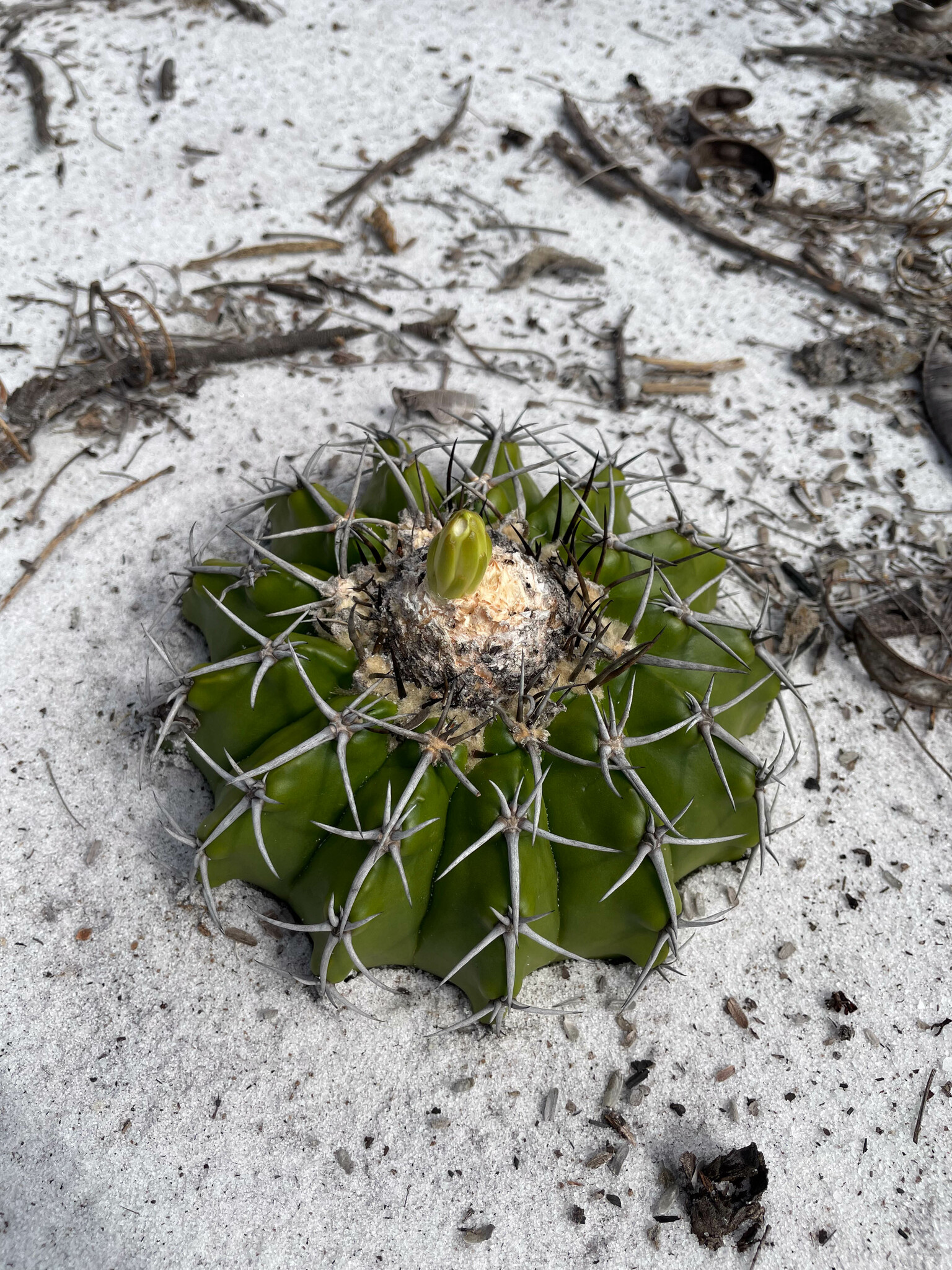
Detalle del botón floral

Los estambres tienen filamentos de 5 a 8 mm de largo, con anteras amarillas de 1,5 mm. El estilo mide hasta 5,4 cm de longitud y el estigma presenta 7 lóbulos de color crema a blanco. En su interior contiene óvulos dispuestos en racimos de 5. El período de floración de esta especie comienza en noviembre, llegando incluso a prolongarse hasta marzo.
Los frutos son de color crema-blanco a amarillo anaranjado en el ápice y tienen forma de casco. Cuando están maduros se abren longitudinalmente y conservan restos florales persistentes. Miden de 3,2 a 4,5 cm de largo y de 0,5 a 0,9 cm de ancho. En su interior contienen semillas negras brillantes y de forma ovalada. Miden de 1 a 1,4 mm de largo y de 1 a 2 mm de ancho, con la testa cubierta de tubérculos en forma de pezón distribuidos de manera regular.

## Distribución y hábitat
El área de distribución nativa de esta especie es el sudeste de Brasil (concretamente en los municipios de Cristália, Botumirim y Grão Mogol, en el norte de Minas Gerais), a elevaciones de 700 a 1200 metros sobre el nivel del mar.

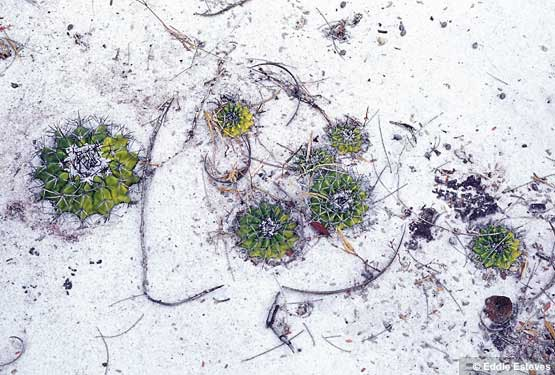
Plantas en su hábitat

Crece principalmente en el bioma tropical estacionalmente seco y habita en suelos de arena de cuarzo puro o arena entre rocas areníticas.

## Taxonomía
Discocactus pseudoinsignis fue descrita por los botánicos Nigel Paul Taylor y Daniela Cristina Zappi y publicada por primera vez en la revista científica Bradleya 9: 86 en 1991.
Etimología
- Discocactus: nombre genérico formado a partir de las palabras griegas diskos (que significa 'disco', en el sentido de 'plano') y kaktos (que significa 'cardo' o 'planta espinosa'), haciendo referencia al carácter discoidal y aplanado de la mayoría de sus especies.[6]
- pseudoinsignis: epíteto específico formado a partir de la palabra griega pseudo (que significa 'falso' o 'que parece ser'), y la palabra latina īnsīgnis (que significa 'distinguido', 'notable'), haciendo referencia a su similitud con la especie Discocactus insignis (hoy conocida como Discocactus placentiformis).[7][8]

## Estado de conservación
En la Lista Roja de Especies Amenazadas de la UICN, la especie está clasificada como “En Peligro de Extinción (EN)”.
Las principales amenazas que sufre la especie se deben al deterioro y pérdida del hábitat por efecto de la extracción de arena y la urbanización. Además, en la zona de Botumirim, muchas poblaciones han sido gravemente dañadas por incendios y plantaciones de eucaliptos.

## Usos
Se cultiva raramente como planta ornamental y su propagación se realiza normalmente a través de semillas o injertos.